# ダーティ (アルバム)
『ダーティ』（Dirty）は、アメリカのロックバンド、ソニック・ユースが1992年に発表した通算第8作のアルバム。プロデューサーにブッチ・ヴィグ。ミックスをアンディ・ウォレスが担当。ヴィグ&ウォレスはニルヴァーナの『ネヴァーマインド』なども担当したことで知られている。ジャケットのアートワークは現代美術家マイク・ケリーの作品が使用された。

## 収録曲
1. 100% - (2:28)
2. スウィムスート・イシュー - Swimsuit Issue (2:57)
3. テレサズ・サウンド・ワールド - Theresa's Sound World (5:27)
4. ドランクン・バタフライ - Drunken Butterfly (3:03)
5. シュート - Shoot (5:16)
6. ウィッシュ・フルフィルメント - Wish Fulfillment (3:24)
7. シュガー・ケイン - Sugar Kane (5:56)
8. オレンジ・ロールズ、エンジェルズ・スピット - Orange Rolls, Angel's Spit (4:17)
9. ユース・アゲインスト・ファシズム - Youth Against Fascism (3:36)
10. Nic Fit - (0:59)
11. オン・ザ・ストリップ - On The Strip (5:41)
12. チャペル・ヒル - Chapel Hill (4:46)
13. JC - (4:21)
14. パー - Purr (4:21)
15. クレーム・ブリュレ - Créme Brûlèe (2:33)
16. ストーカー - Stalker (3:01）※ボーナス・トラック

リードボーカル
- サーストン・ムーア - 1,3,7,9,10,12,14,16
- キム・ゴードン - 2,4,5,8,11,13,15
- リー・ラナルド - 6

### デラックス・エディション

#### Disc 1
1. 100%
2. スウィムスート・イシュー
3. テレサズ・サウンド・ワールド
4. ドランクン・バタフライ
5. シュート
6. ウィッシュ・フルフィルメント
7. シュガー・ケイン
8. オレンジ・ロールズ、エンジェルズ・スピット
9. ユース・アゲインスト・ファシズム
10. Nic Fit
11. オン・ザ・ストリップ
12. チャペル・ヒル
13. JC
14. パー
15. クレーム・ブリュレ
16. ストーカー
17. ジェネティック - Genetic (3:35)
18. ヘンドリックス・ネクロ - Hendrix Necro (2:49)
19. ザ・デストロイド・ルーム - The Destroyed Room (3:21)

リードボーカル
- キム・ゴードン - 18,19
- リー・ラナルド - 17

#### Disc 2
1. イズ・イット・マイ・ボディ - Is It My Body (2:52)
2. パーソナリティ・クライシス - Personality Crisis (3:41)
3. エンド・オブ・ジ・アグリー - The End Of The Ugly (4:19)
4. タムラ - Tamra (8:34)
5. リトル・ジャミー・シング - Little Jammy Thing (2:20)
6. ライト・ダメージ - Lite Damage (5:22)
7. クール・ジャム - Dreamfinger (7:41)
8. バラクーダ - Barracuda (4:22)
9. ニュー・ホワイト・クロス - New White Kross (1:29)
10. ガイド - Guido (3:50)
11. ストーカー - Stalker (3:37)
12. ムーンフェイス - Moonface (4:44)
13. コーチメン・リフ - Poet In The Pit (2:41)
14. セオレティカル・カオス - Theoretical Chaos (3:07)
15. ユース・アゲインスト・ファシズム - Youth Against Fascism (5:03)
16. ウィッシュ・フルフィルメント - Wish Fulfillment (3:50)

※5-16　未発表リハーサル・レコーディング